# Ovidiu Ioncu
Ovidiu Ioncu „Kempes” (n. 18 august 1966, Arad) este liderul formației KEMPES și fostul vocalist al formațiilor Cargo și Rezident EX.
Porecla „Kempes” i s-a dat datorită îndemânării în ale fotbalului și a asemănării cu fotbalistul argentinian Mario Kempes.
Pe 28 martie 2015 a lansat albumul „Regăsire” cu noua lui formație denumită, de asemenea, KEMPES, ca și porecla artistului.

## Biografie
Tatăl său Nicolae era basarabean din Orhei, mama sa se numește Victoria. Este singurul copil al familiei.
În anii '78 a jucat fotbal la U.T.A. la juniori. Era în acelasi timp elev la liceul de muzica din Arad unde a studiat violoncelul. 

### Cargo
În anul 1988, Cargo, organizează un concurs pentru postul de vocalist, fiind descoperit astfel Ovidiu Ioncu, care venea de la o trupă mică din Arad numită „Capricorn”.
În 1995 la puțin timp după lansarea albumului Destin de Cargo, „Kempes” are un accident de motocicletă, în care este rănit grav.  
A urmat un concert în semn de solidaritate ce a avut loc la Sala Polivalentă în care alături de Cargo au cântat Mircea Nedelcu, Berti Barbera, Vali Sterian, Iris, AG Weinberger și alții. 
În 2003, după 15 ani de muncă în formația Cargo, Ovidiu Ioncu „Kempes” emigrează în Australia.

### Rezident EX
La începutul lui 2012, Ovidiu Ioncu revine în România într-un nou proiect: Rezident EX, alături de care cântă doi ani, susținând o serie de concerte. 
Formația lansează în 2013 albumul „Alpha”.

### KEMPES
Pe 23 noiembrie 2013, Ovidiu Ioncu anunță plecarea de la Rezident EX și înființarea formației KEMPES, alături de instrumentiștii formației Gothic, cu care a înregistrat albumul „Regăsire”, lansat pe 28 martie 2015 printr-un concert la Berăria H din București. Formația susține numeroase concerte în țară și în București.

## Discografie

### Cu Cargo
- Povestiri din gară – 1992
- Destin – 1995
- Colinde și obiceiuri de iarnă – 1996, relansat în 1999 cu corala Teofora
- Ziua Vrăjitoarelor – 1998
- Colinde – 2000
- Spiritus Sanctus – 2003 (lansat de Cargo ulterior plecării din trupă a artistului)

#### Singles și altele
- 1989 – 1989
- Brigadierii – 1989
- Buletin de știri – 1989
- Doi prieteni/Ana – 1990
- Capra/Lui – 1995
- Clasa muncitoare & Batacanda – 1996
- Steaua & Urare/Bucuria Crăciunului – 1997
- Cântecul Paștelui – 1998, video
- Bagă-ți mințile-n cap – maxi-single – 2000
- Mama  – 2000, video
- Cargo Box Set – 2000 (include albumele Povestiri din gară, Destin și Ziua Vrăjitoarelor)

### Cu Rezident EX
- Alpha - 2013

### Cu KEMPES
- Regăsire - 28 martie 2015